# Chelicorophium
Chelicorophium is een geslacht van vlokreeften (Amphipoda) uit de familie Corophiidae.

## Soorten
Het geslacht omvat de volgende soorten:
- Chelicorophium chelicorne (G. O. Sars, 1895)
- Chelicorophium curvispinum (G. O. Sars, 1895)
- Chelicorophium madrasensis (Nayar, 1950)
- Chelicorophium maeoticum (Sowinsky, 1898)
- Chelicorophium monodon (G. O. Sars, 1895)
- Chelicorophium muconatum (G. O. Sars, 1895)
- Chelicorophium nobile (G. O. Sars, 1895)
- Chelicorophium robustum (G. O. Sars, 1895)
- Chelicorophium sowinsky (Martynov, 1924)
- Chelicorophium spinulosum (G. O. Sars, 1895)
- Chelicorophium spongicolum (Welitchkovsky, 1914)
- Chelicorophium villosus (Carausu, 1943)